# Big Tracadie River
Der Big Tracadie River (frühere Bezeichnung: Tracadie River) ist ein etwa 75 km langer Zufluss des Sankt-Lorenz-Golfes in der kanadischen Provinz New Brunswick.

## Flusslauf
Der Big Tracadie River entspringt in einem Waldgebiet 5 km nördlich von Allardville auf einer Höhe von 135 m. Er fließt anfangs 10 km nach Nordosten und wendet sich anschließend 30 km nach Südosten. Die letzten 35 km fließt er nach Osten. Die letzten 15 km bilden das Ästuar des Flusses. An dessen Nordufer liegt die Stadt (Regional Municipality) Tracadie. Weiter nördlich fließt der Little Tracadie River. Beide Flüsse enden in einer langgestreckten Lagune, die an mehreren schmalen Stellen mit dem offenen Meer verbunden ist. Der Flusslauf liegt im zentralen Teil der Akadischen Halbinsel im Südosten des Gloucester County.

## Hydrologie
Das Einzugsgebiet des Big Tracadie River erstreckt sich über eine Fläche von 541 km². Der mittlere Abfluss 25 km oberhalb der Mündung beträgt 8,38 m³/s. In den Monaten April und Mai führt der Fluss die größte Wassermenge mit im Mittel 24,5 bzw. 22,6 m³/s.